# Brigades de la résistance nationale
Les brigades de la résistance nationale (arabe : كتائب المقاومة الوطنية), également connues sous le nom de forces du martyr Omar Al-Qassem ou forces du martyr Omar Al-Qasim, sont la branche militaire du front démocratique pour la libération de la Palestine, fondé puis dirigé par Nayef Hawatmeh, qui opère à Gaza et lance de nombreuses guérillas. Abu Khaled est l'un de ses commandants.

## Histoire
L'unité est constituée en 1969 mais établie fin septembre 2000. Initialement appelées brigades de l'Étoile Rouge, elles sont ensuite rebaptisées bataillons de la résistance nationale palestinienne pendant la Seconde Intifada. Ils restent attachés à une politique de non-intervention dans les affaires intérieures de tout pays arabe. Elles disposent d'une unité combattante féminine.
En août 2001, les forces de sécurité palestiniennes Amin Abu Hatab, 26 ans, et Hisham Abu Jamus, 24 ans, lancent une attaque contre une base de l'armée israélienne et tuent trois soldats israéliens. En 2005, ils se réorganisent avant le désengagement israélien de Gaza et participent à des tirs de roquettes et de mortiers contre les zones israéliennes à l'intérieur des frontières de Gaza.
En octobre 2007, ils signent un accord avec d'autres factions palestiniennes, notamment les brigades des martyrs d'Al-Aqsa du Fatah, et entre 2010 et 2011, ils mènent des attaques terroristes avec le Jihad islamique palestinien. Le 26 septembre, ils bombardent Sdérot avec les brigades des martyrs d'Al-Aqsa, ce qui, selon eux, est une réponse aux crimes israéliens contre les Palestiniens en Cisjordanie et à Gaza. Sous couvert de la même raison, des villes israéliennes autour de Gaza sont bombardés le 13 février 2023. En mai 2017, les brigades mènent un exercice conjoint avec les brigades Abd al-Kader al-Husseini sur un site d'entraînement militaire dans la bande de Gaza pour présenter de nouvelles tactiques d'artillerie et de missiles.
Le 30 mars 2018, Abd al-Kader Mardi et Suliman al-Hawajri, membres des brigades de la résistance nationale, sont tués lors de la Grande Marche du retour mais n'ont pas participé aux hostilités,,. En 2020, le groupe élargit leur présence en ligne et partage son activité militante sur Telegram. En mai 2021, ils ciblent Sufa, en Israël, avec des roquettes.
En février 2023, le groupe annonce avoir bombardé les colonies israéliennes bordant la bande de Gaza pour se venger de leurs frappes et, en avril, bombardent la ville d'Ashkelon. Les brigades annoncent prendre part à la guerre à Gaza depuis 2023 contre les forces israéliennes, et leurs troupes rejoignent l'opération lancée par le Hamas. Le 7 octobre, jour de l'attaque contre Israël, le groupe annonce avoir perdu trois militants au combat contre les forces de défense israéliennes. Le lendemain, ils affrontent les forces israéliennes à Kfar Aza, Be'eri et Kissoufim,.